# Benjamín Šrenkel
Benjamín Šrenkel (10. října 1934 – 26. července 2019) byl slovenský a československý politik a bezpartijní poslanec Sněmovny lidu Federálního shromáždění za normalizace.

## Biografie
K roku 1976 se profesně uváděl jako soustružník. Ve volbách roku 1976 zasedl do Sněmovny lidu (volební obvod č. 195 – Gelnica, Východoslovenský kraj). Mandát obhájil ve volbách roku 1981 (obvod Gelnica) a volbách roku 1986 (obvod Krompachy). Ve Federálním shromáždění setrval do ledna 1990, kdy byl odvolán v rámci procesu kooptací do Federálního shromáždění po sametové revoluci.